# Ethel de Keyser
Ethel de Keyser (4 tháng 11 năm 1926 - 16 tháng 7 năm 2004) là một nhà hoạt động chống phân biệt chủng tộc người Nam Phi có trụ sở tại London, Anh.

## Đầu đời
Ethel Tarshish sinh năm 1926, có cha mẹ là người Do Thái chuyển đến Nam Phi ngay sau khi cô được sinh ra. (Một số cáo phó đã ghi cô sinh ở Vilnius, một số khác nói cô sinh ở Nam Phi.)  Cha cô sở hữu một nhà máy may ở Nam Phi. Cô đi học đại học ở Anh và trở thành công dân Anh. Cô trở về Nam Phi vào năm 1960 sau vụ thảm sát Sharpeville và giam giữ anh trai Jack Tarshish.

## Nghề nghiệp
Cô bắt đầu tham gia vào công việc chống phân biệt chủng tộc của mình. Cô đang trên đường trở về Anh năm 1963 khi Jack bị bắt trở lại với tư cách là thành viên của Quốc hội Châu Phi. Cô đã ở Nam Phi để xét xử, nhưng sau đó đã bị trục xuất và Jack bị bỏ tù mười hai năm. Quay trở lại Anh, cô làm việc cho Dàn nhạc Giao hưởng London trong khi tình nguyện cho Phong trào Chống phân biệt chủng tộc (AAM), cuối cùng trở thành thư ký điều hành của tổ chức này. Bà đã lãnh đạo các chiến dịch để duy trì lệnh cấm vận vũ khí của Anh đối với Nam Phi và từ chối công nhận chế độ Ian Smith ở Rhodesia. Cô đã giúp tổ chức SATIS (Nam Phi The Imprisoned Society), một hội nghị và mạng lưới cho những người làm việc để thả tù nhân chính trị.
Cô trở thành giám đốc của Quỹ Quốc phòng và Viện trợ Anh (BDAF) cho Nam Phi vào năm 1981, và cũng thiết lập một ủy thác giáo dục (Ủy ban Giáo dục Canon Collins cho Nam Phi). Antony Sher cho biết cô là "bậc thầy chính trị" của anh trong thời gian này.